# Station Bissendorf
Station Bissendorf (Bahnhof Bissendorf) is een spoorwegstation in de Duitse plaats Bissendorf, gemeente Wedemark, in de deelstaat Nedersaksen. Het station ligt aan de spoorlijn Hannover - Bremervörde.

## Indeling
Het station heeft twee zijperrons, welke niet zijn overkapt maar voorzien van abri's. De perrons zijn verbonden via een overweg in de straat Scherenbosteler Straße. Rondom het station zijn er diverse fietsenstallingen, het parkeerterrein bevindt aan de westzijde. De bushalte van het station bevindt zich aan de oostzijde in de straat Bahnhofstraße.

## Verbindingen
Het station is onderdeel van de S-Bahn van Hannover, die wordt geëxploiteerd door DB Regio Nord. De volgende treinserie doet het station Bissendorf aan:
| Serie | Treinsoort             | Route | Bijzonderheden                                |
| ----- | ---------------------- | --- | --------------------------------------------- |
| S4    | S-Bahn (DB Regio Nord) | Bennemühlen – Bissendorf – Hannover Hbf – Hannover Bismarckstraße – Hannover Messe/Laatzen – Hildesheim Hbf | Bennemühlen - Hannover Hbf 2x per uur (ma-za) |